# Helmut Holtzhauer

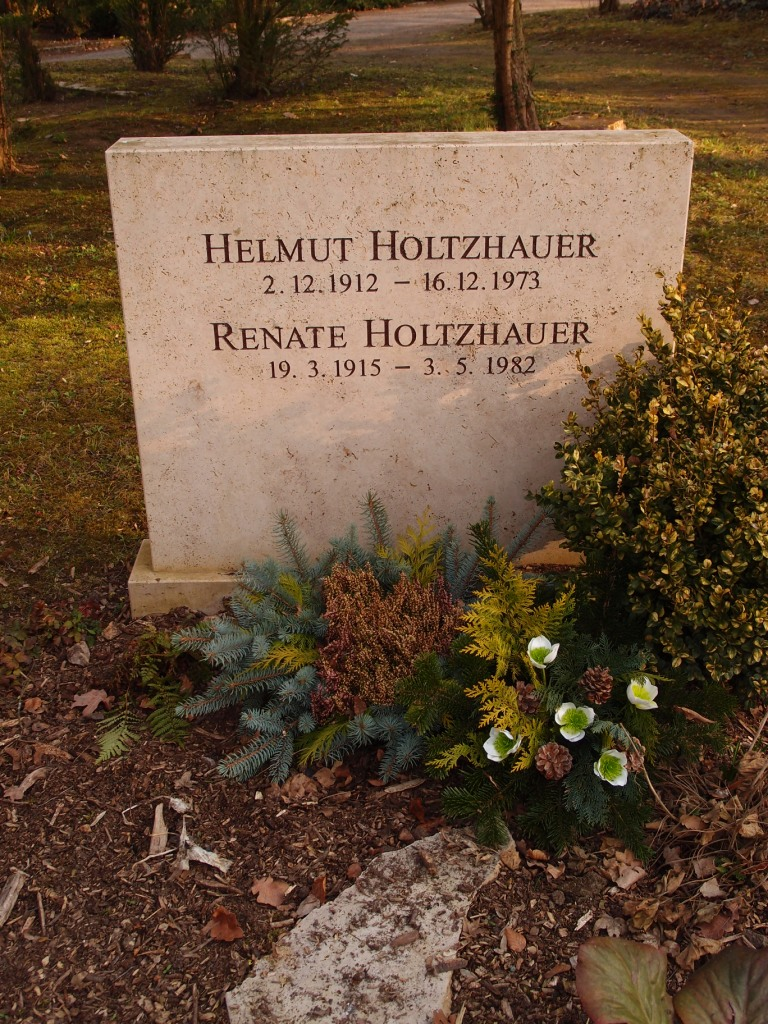
Grab von Helmut Holtzhauer auf dem Alten Friedhof in Weimar

Helmut Holtzhauer (* 2. Dezember 1912 in Leipzig; † 16. Dezember 1973 in Bad Berka bei Weimar) war ein Widerstandskämpfer gegen den Nationalsozialismus und Kulturpolitiker in der DDR. Er war unter anderem 1948–1951 Minister für Volksbildung im Land Sachsen, 1951–1954 Vorsitzender der Staatlichen Kommission für Kunstangelegenheiten in Berlin und Mitglied des Ministerrates der DDR im Range eines Staatssekretärs und 1954–1973 Direktor beziehungsweise Generaldirektor der Nationalen Forschungs- und Gedenkstätten der klassischen deutschen Literatur (NFG).

## Biografie bis 1945
Er wurde als viertes von fünf Kindern eines Justizobersekretärs und einer Hausfrau geboren. Die Mutter war religiös stark gebunden. Er besuchte die Grundschule und Oberrealschule in Leipzig und legte 1932 das Abitur ab. Es folgte eine Buchhändler-Lehre. Seit 1928 war er Mitglied in der SAJ, seit 1930 im KJVD und ab 1933 in der KPD organisiert und aktiv tätig.
1934–1939 wurde Helmut Holtzhauer wegen „gemeinschaftlicher Vorbereitung zum Hochverrat“ im Zuchthaus Waldheim/Sachsen inhaftiert (seine spätere Ehefrau Renate Scharsig (1915–1982) wurde zusammen mit Franz Ehrlich und Willi Ehrlich wegen „Vorbereitung eines hochverräterischen Unternehmens“ 1934 zu 5 Jahren Zuchthaus verurteilt). 1941 erfolgte eine Verurteilung durch den Volksgerichtshof zu 2 Jahren Gefängnis „wegen Unterlassung einer Anzeige gegen seinen Freund, dessen Feindschaft zum Nationalsozialismus ihm bekannt gewesen sein musste“ und die Inhaftierung im Gefängnis von Zwickau. Da er „dauerhaft wehrunwürdig“ sei, wurde er nicht zum Kriegsdienst eingezogen. 1944/45 war er am Aufbau einer Gruppe des „Nationalkomitees Freies Deutschland“ in Leipzig beteiligt.

## Helmut Holtzhauer in der DDR
Von 1945 bis 1946 war er zunächst Stadtrat für Volksbildung in Leipzig. Er initiierte die Gründung des Verlags Volk und Wissen, damals Berlin und Leipzig und die Gründung des Fackel-Verlags – später Franz-Mehring-Buchhandlung –, sorgte für Wiederbelebung und Aufsicht über die Universität Leipzig, und förderte die Gründung der Sport- und Jugendausschüsse in Leipzig. Er gehörte zu den Mitbegründern des Kulturbunds in Leipzig.
Danach war er bis 1948 Bürgermeister für Wirtschaft in Leipzig. Schwerpunkte dabei waren unter anderem der Wiederaufbau der Leipziger Messe und der Leipziger Industrie sowie die wirtschaftliche Versorgung der Stadt durch Initiierung eines Braunkohletagebaus in Polenz bei Leipzig zur Versorgung der Leipziger Bevölkerung.
Von 1948 bis 1951 war das SED-Mitglied Holtzhauer Minister für Volksbildung im Land Sachsen. Arbeitsschwerpunkte waren die Schulreform, die Gründung von Arbeiter-und-Bauern-Fakultäten zur Förderung von Arbeitern und Bauern unter den Studenten, Gründung von staatlichen Volksmusikschulen, Förderung der Museumsarbeit, Kunstausstellungen in Dresden. Unter anderem kam es in dieser Zeit unter seiner Führung zur Wiedereröffnung der Sächsischen Akademie der Wissenschaften und zum Beginn des Aufbaus des Leipziger Zentralstadions.
Von 1951 bis 1954 war er Vorsitzender der Staatlichen Kommission für Kunstangelegenheiten in Berlin und Mitglied des Ministerrates der DDR im Range eines Staatssekretärs. Er versuchte hierbei, den Begriff des sozialistischen Realismus durchzusetzen, scheiterte aber am Widerstand führender Künstler der DDR und ihrer Verbündeten sowie an den eigenen Schwächen in Theorie und Praxis. Er war zuständig für die Einrichtung von Kreiskulturorchestern, Reformierung des Besucherbetriebs an den Theatern, Umformierung des Museumswesens, Gründung folkloristischer Gesangs- und Tanzensemble und die Gründung des Zentralhauses für Volkskunst in Leipzig. Er zeichnete für das erste Kulturabkommen mit Polen und der Tschechoslowakischen Republik verantwortlich.
1954 bis 1973 war er Direktor beziehungsweise Generaldirektor der Nationalen Forschungs- und Gedenkstätten der klassischen deutschen Literatur (NFG), jetzt „Klassik Stiftung Weimar“ in Weimar. Unter seiner Leitung wurden die NFG nach Sach- und zugleich historischen Komplexen gegliedert (8 Direktionsbereiche: Goethe-Nationalmuseum, Institut für Kultur und Bildung (Öffentlichkeitsarbeit), Goethe- und Schiller-Archiv, Zentralbibliothek der deutschen Klassik (heute Herzogin Anna Amalia Bibliothek), Forschungsinstitut für deutsche Literatur (1750–1850), Garten- und Parkdirektion, Institut für Denkmalpflege, Verwaltung). In dieser Zeit kam es beispielsweise zur Neugestaltung des Goethe-Nationalmuseums 1960, zur Wiederherstellung der Dornburger Schlösser 1962, zur Rekonstruktion des Goethehauses Stützerbach 1962, zur Ausstellung „Arbeiterbewegung und Klassik“ 1964, zur Rekonstruktion der Kuranlagen und des Goethe-Theaters in Bad Lauchstädt 1968, zur Übernahme der Weimarer Parke mit Richtlinien für ihre Wiederherstellung 1969 und Schloss Kochberg seit 1970. Er war Mitbegründer der „Bibliothek deutscher Klassiker (Reihe, DDR)“ (BDK), seit 1955 zuerst im Volksverlag Weimar, dann im Aufbau-Verlag Berlin-Weimar erschienen (eigene BDK-Editionen: Heines Werke in 5 Bänden, Heine Lutetia, Goethes Werke in 12 Bänden, Goethe Briefe, Winckelmanns Werke) und war seit 1955 Mitherausgeber der Beiträge zur deutschen Klassik, initiierte die Zeitschrift Weimarer Beiträge, die Lehrerferienkurse, die Weimar-Tage der Jugend, die Donnerstag-Vorträge.
Philipp Felsch schildert Holtzhauer als einen Bildungsbürger und Italienliebhaber, der den italienischen Nietzsche-Forschern Mazzino Montinari und Giorgio Colli für ihre neue Nietzsche-Ausgabe im Nietzsche-Archiv in Weimar den Rücken frei hielt.
Seit 1955 war er Vizepräsident und 1971–1973 Präsident der Goethe-Gesellschaft zu Weimar. Holtzhauer war Vorsitzender des Museumsrats der DDR und Vertreter der DDR beim ICOM (International Council of Museums), einer Unterabteilung der UNO.

## Ehrungen
- 1956 und 1964 Vaterländischer Verdienstorden
- 1969 Nationalpreis der DDR II. Klasse für Kunst und Literatur (im Kollektiv)
- 1971: Winckelmann-Medaille
- 2. Dezember 1975: Goldene Goethe-Medaille der Goethe-Gesellschaft (postum)